# Ерік Торстведт
Ерік Торстведт (норв. Erik Thorstvedt), нар. 28 жовтня 1962, Ставангер, Норвегія) — колишній норвезький воротар. Багато хто вважає його найкращим норвезьким воротарем всіх часів. 

## Клубна кар'єра
Торстведт грав за норвезькі команди «Вікінг» і «Ейк», за німецьку «Боруссію» з Менхенгладбаха, шведський «Гетеборг» і англійський «Тоттенгем Готспур». У 1991 році в складі останнього він став першим норвежцем, який виграв Кубок Англії: у фіналі «шпори» перемогли клуб «Ноттінгем Форест» з рахунком 2:1. Всього за сім років Торстведт провів за «Тоттенгем» 218 матчів. У 1996 році воротар змушений був завершити кар'єру через травму.

## Виступи за збірну
13 листопада 1982 року він дебютував за збірну Норвегії проти Кувейту (1:1). Торстведт зіграв 97 матчів за збірну Норвегії, що є четвертим показником за кількістю ігор за цю збірну, перш ніж травма спини змусила його завершити кар'єру в 1996 році. Учасник Чемпіонаті світу 1994 року де провів всі три матчі: проти Італії, в якому він пропустив 1 м'яч від Діно Баджо, проти Мексики і проти Ірландії, де зберіг ворота в недоторканності. Але це не допомогло Норвегії вийти з групи.

## Після кар'єри
Торстведт після закінчення кар'єри футболіста був футбольним коментатором і експертом на різних телевізійних каналах. Він коментував матчі щорічного турніру Королівської ліги на каналі TVNorge. Був тренером команди Tufte IL в реаліті-шоу на одному з норвезьких каналів. За свою появу там він був нагороджений читачами газети Se og Hør призом «персона телебачення року». Зараз Торстведт веде по понеділках шоу Matchball Mandag на TV 2, де він разом з гостями дивиться матчі чемпіонату Норвегії і веде гумористичні розмови.

## Особисте життя
Ерік Торстведт є батьком норвезької моделі і колишньої ведучої на MTV Шарлотти Торстведт і півзахисника «Вікінга» Крістіана Торстведта.

## Досягнення
«Тоттенгем Готспур»
Володар Кубка Англії: 1991

## Ролі в кіно
- Side om side (серіал) 2017
- Keeper'n til Liverpool 2010
- Formel 11 (серіал) 2008
- På tråden med Synnøve (серіал) 2006